# Günther (chanteur)
Pour les articles homonymes, voir Günther.
 (décembre 2009).
Si vous disposez d'ouvrages ou d'articles de référence ou si vous connaissez des sites web de qualité traitant du thème abordé ici, merci de compléter l'article en donnant les références utiles à sa vérifiabilité et en les liant à la section « Notes et références ».
Mats Olle Göran Söderlund dit Günther, né le 25 juillet 1967 à Malmö, est un chanteur et mannequin suédois, connu sous son pseudonyme avec la chanson Ding Dong Song.

## Biographie
Après une carrière de mannequin, il dirige des clubs à Malmö, en Suède.
En 2004, il commence une carrière musicale, en créant le personnage de Günther, qui est une parodie des chanteurs des années 1980, en particulier des années 1980 allemandes, par sa coupe de cheveux, sa moustache et ses larges lunettes noires. 
Mats Söderlund chante en anglais avec un accent allemand et une voix grave. Günther chante avec les Sunshine Girls, mais il a aussi fait un duo avec la chanteuse Samantha Fox dans la chanson Touch Me, qui est une reprise d'un tube de la chanteuse.
Son premier single, Ding Dong Song, a été un succès en prenant la première place dans son pays, troisième en Irlande et huitième en Norvège. [réf. souhaitée] Les deux premiers vers de la chanson sont souvent repris de manière parodique sur le web, dans des montages vidéos (YouTube Poop) à des moments souhaitant faire allusion de façon cocasse à une réalité ou une fiction sexuelle. [réf. souhaitée]
Son single Tutti Frutti Summerlove est passé directement à la douzième place en Finlande. [réf. souhaitée]
En 2005, le chanteur coréen Park Myeong-su reprend sa chanson Ding Dong Song en Deep in the Night (Ta La La),.
En 2013, Günther revient sur le devant de la scène avec le titre I'm not Justin Bieber Bitch célébrant ainsi 10 ans en tant qu'artiste.
En 2016, Günther participe au Uuden Musiikin Kilpailu 2017, festival finlandais où est choisie la chanson représentant la Finlande à l'Eurovision 2017. Il collabore pour l'occasion avec le chanteur D'Sanz sur le titre Love Yourself. Il termine à la cinquième place du concours.

## Discographie

### Albums
- 2004 : Pleasureman
- 2006 : Pleasureman (US Version)

### Singles
- 2004 : Ding Dong Song (avec the Sunshine Girls)
- 2004 : Teeny Weeny String Bikini (avec the Sunshine Girls)
- 2004 : Touch Me (en duo avec Samantha Fox)
- 2005 : Tutti Frutti Summerlove (avec the Sunshine Girls)
- 2005 : The Christmas Song (Ding Dong) (avec the Sunshine Girls)
- 2006 : Like Fire Tonight (avec the Sunshine Girls)
- 2007 : Sun Trip (Summer Holiday) (avec the Sunshine Girls)
- 2008 : Pussycat
- 2010 : Famous (avec the Sunshine Girls)
- 2013 : I'm not Justin Bieber bitch
- 2015 : Ding Dong Song 2015 (avec MS-Dance Project)
- 2016 : No Pantalones (avec the Sunshine Girls)
- 2017 : DYNAMITE (avec Blizz Bugaddi)
- 2022 : Sex Myself (avec the Sunshine Girls)
- 2023 : Coupe de main
- 2024 : SHUT UP (dance with me)
- 2024 : XXX (avec GPF)